# Kváderkő

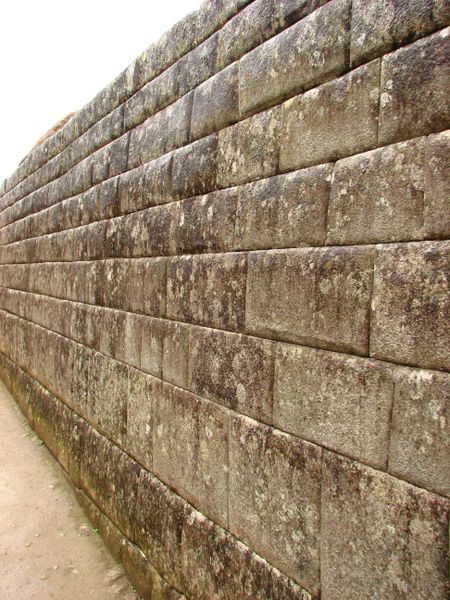
Falrészlet kváderkövekkel (Machu Picchu)

A kváder szabályos alakra, általában négyszög alapú hasábbá faragott építőkő. Fontos ismertető jegye, hogy nem vakolják be, tehát a fal síkján látható marad.

## Jellemzői
A szabályos megmunkálásnak köszönhetően a beépített kváderkövek érintkező felületei pontosan illeszkednek egymáshoz; belőlük soronként azonos méretű falazat építhető. Szabadon maradó oldalaikat gyakran fugával illesztik (MNL).

## Felhasználása
Eleinte főleg a várépítésben használták. Általában a várak sarkait, illetve az ajtók, ablakok, lőrések kereteit rakták ki belőle. Nagyon ritkán az egész várat ilyennel burkolták (Sulinet).
A reneszánsz építészet kedvelt eleme volt a nyers felületű kváderkövekből épített „rusztikafalazat”. Máig előszeretettel használják épületek sarkainak armírozására.
A 19. századi historizáló építkezés kedvelt formaeleme a „kváderezés”, azaz a rakott kváderkövekhez hasonlóan, vízszintes vagy hálós fugával, mélyítéssel kialakított vakolat (MNL).

## Nevének eredete
Az összetett szó első tagja latin eredetű, német közvetítéssel: a német Quader (kváderkő, téglatest) szó a latin quadrumból (négyzet), illetve az azonos tövű quattuor számnévből ered.

## Fajtái
A homlokoldal megdolgozásának módjától függően lehet:
- csiszolt felületű,
- rovátkolt,faragott
- nyers megjelenésű (rusztikus),
- enyhén domborodó ('párna'),
- lapos gúla alakúra metszett ('gyémánt') stb. (MNL)